# Trem da Alegria
Trem da Alegria foi um grupo musical infantil brasileiro criado em 1985, que marcou sua presença na indústria fonográfica ao longo de quase uma década. Formado inicialmente por Patricia Marx, Luciano Nassyn e Juninho Bill o grupo lançou seu primeiro álbum homônimo no mesmo ano, apresentando sucessos como "Uni, Duni, Tê", que rapidamente se tornaram emblemáticos do gênero. A produção e direção musical de Michael Sullivan e Paulo Massadas, reconhecidos pela criação de inúmeros sucessos na música brasileira, foram fundamentais para o desenvolvimento da identidade sonora e do sucesso comercial do grupo.
Entre os maiores sucessos do Trem da Alegria estão canções como "He-Man", "Thundercats", "É de Chocolate" e "Piuí Abacaxi", músicas que capturaram a imaginação de crianças da época e ainda são lembradas como clássicos da música infantil brasileira. Com mais de seis milhões de discos vendidos, o grupo não apenas representou um fenômeno de entretenimento infantil, mas também se destacou como um marco na consolidação da música infantil como um nicho viável dentro da indústria fonográfica nacional.

## História

### 1984–85: Clube da Criança, formação do grupo e primeiro álbum
No início de 1983, o SBT anunciou que levaria ao ar em junho do mesmo ano o 1.º Festival Internacional da Criança, com o propósito de estimular e descobrir novos talentos da MPB e tornar possível o aparecimento de novos compositores. O segundo e o terceiro colocado do programa, Patricia Marx (creditada como Patrícia Marques) e Luciano Nassyn  (creditado como Luciano Di Franco), uniram-se a Juninho Bill, que também participou do programa, formando um trio musical. A ideia para a criação deste trio surgiu do produtor musical Miguel Plopschi, que atuou como empresário do grupo.
Miguel Plopschi sugeriu à gravadora RCA Records que contratasse os três jovens talentos para gravarem um disco em colaboração com a então modelo e futura apresentadora Xuxa, além do palhaço Carequinha. O resultado dessa colaboração foi o álbum Clube da Criança destinado ao programa de televisão homônimo, que também contou com a participação especial de outros artistas do elenco da gravadora.
O sucesso do LP Clube da Criança foi além do esperado. As faixas  "Carrossel de Esperança" e "É de Chocolate", lançadas para promover o álbum, receberam várias execuções nas rádios, o que contribuiu para que as vendas superassem as 350 mil cópias. O trabalho conquistou inicialmente um disco de ouro, recebido no programa Cassino do Chacrinha da Rede Globo, apenas um mês após o seu lançamento, e posteriormente um disco de platina. Na lista da Nopem dos 50 discos mais vendidos no ano de 1984, o compacto aparece na 24ª posição.
Os executivos da RCA, Michael Sullivan e Paulo Massadas, decidiram pela formação de um grupo infantil, assim surgindo o Trem da Alegria com Patrícia Marx, Luciano Nassyn e Juninho Bill, no ano de 1985.  Ainda em 1985, foi lançado o álbum de estreia intitulado Trem da Alegria do Clube da Criança, cuja primeira apresentação ocorreu no "Espaço Mágico" do Barra Shopping, no Rio de Janeiro.  Devido à grande demanda, foram adicionadas mais duas datas nos finais de semana subsequentes. O evento contou com a participação especial da apresentadora Xuxa, que foi uma atração extra e ajudou a consolidar o sucesso do lançamento. O grupo divulgou o álbum em  programas de TV, incluindo o Lupu Limpim Clapa Topo da Rede Manchete. Os singles lançados foram "Uni, Duni, Tê" e "Dona Felicidade", que se tornaram sucesso nas rádios. O álbum vendeu mais de 400 mil cópias, conquistando um disco de platina, superando em 100 mil cópias o disco Clube da Criança.

### 1986–88: Entrada de Vanessa, saída de Patrícia e entrada de Amanda
Em 1986, uma nova integrante, que também participou do Festival Internacional da Criança, se une ao trio, a cantora Vanessa. Um  disco autointitulado é lançado, considerado o mais bem-sucedido de sua discografia, trazia as canções "He-Man", "Fera Neném", "Zeppelin", "Na Casca do Ovo" e "Tic-Tac do Amor". A faixa "Fera Neném", interpretada por Juninho Bill em parceria com Evandro Mesquita, em que Bill cantava que desejava ser Presidente do Brasil, foi um dos sucessos. As vendas superaram um milhão de cópias e que fez com que fosse certificado quatro vezes platina.
Em 1987, lançam seu terceiro álbum de estúdio, destacam-se as canções "Thundercats" (gravada especialmente para a exibição do desenho homônimo no Brasil pela Rede Globo) "Piuí Abacaxi" e "A Orquestra dos Bichos". Com mais de 850 mil cópias vendidas, conquistou o disco triplo de platina em poucos meses. As vendas totalizaram em mais de um milhão de cópias, tornando-se um dos mais vendidos daquele ano. Após o lançamento, Patricia Marx resolve seguir carreira solo, em seu lugar entrou Fabíola Braga, que ficou por pouco tempo. Nessa época, já tinham atingido a marca de 3 milhões de cópias vendidas com seus discos.
Com a saída de Fabíola, o trio formado apenas por Luciano, Vanessa e Juninho, segue com os compromissos e projetos. Em meio as gravações de um novo LP, Amanda Acosta foi escolhida como a nova integrante, mas participou somente das quatro primeiras faixas do lado B do disco que viria a seguir.
O quarto álbum de estúdio foi lançado em 1988 e foram retirados dele quatro singles: "Iô-Iô", "Xa Xe Xi Xo Xuxa" e os duetos "Pique-Pega, Pique-Esconde" e "Pra Ver se Cola". As vendas superaram mais de 500 mil cópias e conquistou o disco duplo de platina.

### 1988–92: Saída de Luciano e Vanessa, entrada de Rubinho e hiato
No final de 1988, Luciano e Vanessa resolvem partir para carreira solo e em 1989, Rubinho é escolhido como o novo integrante, e pela segunda vez o Trem da Alegria era constituído por três crianças da mesma faixa de idade. Já com Rubinho, lançam seu quinto álbum de estúdio que tem como singles as músicas "Jaspion-Changeman", "Pula Corda", "Macarrone" e "Jandira". A tiragem inicial foi de mais de 400 mil cópias vendidas, sendo certificado como platina. No mesmo ano, participaram do filme A Princesa Xuxa e os Trapalhões, no qual contracenaram com Xuxa e Os Trapalhões.
Em 1990, com a ascensão do gênero musical lambada no Brasil, resolveram gravar duas músicas no estilo, "Lambada da Alegria" e "Lambada Danada", para o seu sexto álbum de estúdio. Converteu-se em mais um sucesso, sua tiragem inicial foi de 180 mil cópias, o que rendeu mais um disco de ouro, além de receberem os prêmios por melhor álbum infantil e melhor música infantil com "Lambada da Alegria" no Prêmio Sharp.
Nessa época,  a música infantil foi sendo substituída por outros gêneros musicais como o sertanejo, o axé e o pagode.  A maioria dos artistas infantis dos anos de 1980 como a Turma do Balão Mágico, Os Abelhudos, Gabriela entre muitos outros já tinham encerrado suas atividades e Xuxa que era a maior vendedora na indústria fonográfica brasileira, não conseguia repetir os feitos alcançados nos anos de 1980. A essa altura, as vendas do grupo já tinham atingido 4,2 milhões de cópias no Brasil.
Em 1991, é realizado um concurso pela extinta Rádio Cidade para escolher um novo integrante com a intenção de substituir Juninho Bill, que então já estava com quatorze anos. O escolhido foi Ricky Bueno, que competiu com mais 10 mil outros inscritos. Ricky chegou a se apresentar na divulgação do single "O Lobisomem" em programas de televisão, ainda com a presença de Juninho, porém sua permanência durou somente alguns meses.
O penúltimo LP é lançado, e traz os sucessos "O Lobisomem" e "Tartaruga Ninja". Além dessas músicas a canção "O Passarinho" fez parte da trilha sonora brasileira da telenovela mexicana Carrusel (1989), exibida pelo SBT com bastante sucesso na época. Assim como seu antecessor, obteve mais de 100 mil cópias vendidas, conquistando um disco de ouro.
Em 1992, já prestes a encerrar suas atividades, é lançada uma coletânea de sucessos com mais quatro canções inéditas, entre elas "Alguém no Céu", que fez parte da trilha sonora da novela De Corpo e Alma, da Rede Globo.
No dia 31 de dezembro, é exibida a última apresentação do trio, feita durante a última edição do Xou da Xuxa, seis anos após sua primeira apresentação, que ocorreu na estreia do programa. O Trem da Alegria anuncia oficialmente o seu término.

### 2002–05: Nova formação
No embalo do revival dos anos 80, que ocorreu no início da década de 2000, o grupo foi recriado. A nova formação incluía: João Augusto Matos, Bárbara Lívia, Caroline Sayuri, e Yago Piemonte. A primeira aparição ocorreu durante o programa Domingo Legal, do SBT, onde interpretaram a regravação da canção "Uni-Duni-Tê". 
O segundo lançamento fonográfico do grupo, chamado Só Sucessos do Momento (2003), não obteve tanta divulgação quando o primeiro. 
Após uma temporada de Pocket Shows no Teatro Gazeta, eles encerraram as atividades e promoções, em 2005.

## Integrantes
| Originais          | Originais | Originais           |
| Integrante         | Ano       | Ordem de entrada    |
| ------------------ | --------- | ------------------- |
| Luciano Nassyn     | 1985–88   | Primeiro integrante |
| Patrícia Marx      | 1985–87   | Primeira integrante |
| Juninho Bill       | 1985–92   | Primeiro integrante |
| Vanessa            | 1986–88   | Segunda integrante  |
| Outros             |           |                     |
| Integrante         | Ano       | Substituiu          |
| Fabíola Braga      | 1987      | Patrícia Marx       |
| Amanda Acosta      | 1988–92   | Fabíola Braga       |
| Rubinho Cabrera    | 1989–92   | Luciano Nassyn      |
| Ricky Bueno        | 1991      | Juninho Bill        |
| Nova Geração       |           |                     |
| Integrante         | Ano       | Ordem de entrada    |
| João Augusto Matos | 2002–05   | Primeiro integrante |
| Bárbara Lívia      | 2002–05   | Primeira integrante |
| Caroline Sayuri    | 2002–05   | Primeira integrante |
| Yago Piemonte      | 2002–05   | Primeiro integrante |

## Discografia
- Trem da Alegria do Clube da Criança (1985)
- Trem da Alegria (1986)
- Trem da Alegria (1987)
- Trem da Alegria (1988)
- Trem da Alegria (1989)
- Trem da Alegria (1990)
- Trem da Alegria (1991)
- Trem da Alegria (2002)
- Só Sucessos do Momento (2003)

## Prêmios

### Prêmio Sharp
| Ano  | Recipiente             | Categoria       | Resultado |
| ---- | ---------------------- | --------------- | --------- |
| 1989 | Trem da Alegria (1988) | Álbum Infantil  | Indicado  |
| 1991 | "Lambada da Alegria"   | Música Infantil | Venceu    |
| 1991 | "O Pinguim"            | Música Infantil | Indicado  |
| 1991 | Trem da Alegria (1990) | Álbum Infantil  | Venceu    |